# 凯尔陶
凯尔陶，是匈牙利维斯普雷姆州所辖的一个村，总面积15.46平方公里，总人口609，人口密度39.4人/平方公里（2010年1月1日）。